# Замок Нерроу Вотер
Замок Нерроу Вотер (англ. Narrow Water Castle, ірл. Caisleán an Chaoil, ольсерська шотл. — Narra Wattèr) — Кашлєн ан Хель — один із замків Ірландії, розташований в графстві Даун, Північна Ірландія. Ірландська назва замку перекладається як «замок рукава моря» або «замок кіля». Замок відомий з XVI століття, але на цьому місці до того були більш давні оборонні споруди. Замок стоїть на березі річки Кланрай, в землях Ньюрі та Мурн. Річка Кланрай впадає в озеро Карлінгфорд-Лох. Нині цей замок є пам'яткою історії та архітектури і охороняється законом.

## Історія замку Нерроу Вотер
На цьому місці вперше побудували замок у 1212 році. Замок побудував норманський феодал Х'ю де Лейсі — І граф Ольстера для захисту земель Ньюрі від нападу ірландських кланів, які намагались повернути собі свої землі, захоплені англо-норманськими феодалами. У 1560 році на руїнах давнього замку побудували замок Нерроу Вотер. Замок складався з пашти, житлового будинку та стін. Замок був типовим замком в норманському стилі, які будувались по всій Ірландії в XIV столітті. Це замки прямокутного плану на три або більше поверхів. Замок містив численні камери, сходи, кімнати з бійницями.
У 1641 році в Ірландії спалахнуло повстання за незалежність. Замок був захоплений повстанцями, потім був взятий штурмом англійськими військами Олівера Кромвеля. Внаслідок жорстоких боїв замок Нерроу Вотер був зруйнований. У ХХ столітті замок був відновлений, відкритий для туристів.
27 серпня 1979 року біля замку сталася сутичка солдат британської армії з солдатами ІРА. ІРА влаштувало засідку і 18 британських солдат було вбито.
У наш час було запропоновано збудувати біля замку Нерроу Вотер міст — на південь від замку, але в липні 2013 року місцева влада оголосила, що гроші, які просили за будівництво мосту значно перевищують доступне фінансування і проект будівництва мосту був відкладений.